# TLC: Tables, Ladders & Chairs 2010
TLC: Tables, Ladders & Chairs 2010 was een professioneel worstel-pay-per-viewevenement dat geproduceerd werd door World Wrestling Entertainment (WWE). Dit evenement was de tweede editie van TLC: Tables, Ladders & Chairs en vond plaats in het Toyota Center in Houston (Texas) op 19 december 2010.

## Matchen
| #                                                                            | Match | Winnaar(s)                            |
| ---------------------------------------------------------------------------- | --- | ------------------------------------- |
| 1                                                                            | Natalya & Beth Phoenix vs. Team Lay-Cool in een Divas Tag Team Tables match                                                                               | Natalya & Beth Phoenix                |
| 2                                                                            | Vladimir Kozlov & Santino Marella (c) vs. The Nexus(Heath Slater & Justin Gabriel) in een Tag team match voor het WWE Tag Team Championship               | Vladimir Kozlov & Santino Marella (c) |
| 3                                                                            | John Morrison vs. Sheamus in een Ladder match voor het "#1 contender match voor het WWE Championship"                                                     | John Morrison                         |
| 4                                                                            | Dolph Ziggler (c) vs. Kofi Kingston vs. Jack Swagger in een Triple Threat Ladder match voor het WWE Intercontinental Championship                         | Dolph Ziggler (c)                     |
| 5                                                                            | The Miz (c) vs. Randy Orton in een Table match voor het WWE Championship                                                                                  | The Miz (c)                           |
| 6                                                                            | Kane (c) vs. Edge vs. Alberto Del Rio vs. Rey Mysterio in een Fatal Four-Way Tables, Ladders and Chairs match voor het WWE World Heavyweight Championship | Edge (nc)                             |
|                                                                              | John Cena vs. Wade Barrett in een Chair match | John Cena                             |
| (c) huidige kampioen voor en na de match \| (nc) nieuwe kampioen na de match | |                                       |